# Barney és barátai
A Barney és barátai (eredeti cím: Barney & Friends) 1992-től 2010-ig vetített amerikai televíziós filmsorozat, amelynek rendezői Dennis DeShazer és Sheryl Leach, a zeneszerzői Philip A. Parker és Scott Erickson. A tévéfilmsorozat a The Lyons Group, a HiT Entertainment, a Connecticut Public Television és a WNET New York gyártásában készült. Műfaját tekintve oktató filmsorozat. Amerikában a PBS vetítette a teljes sorozatot, Magyarországon a JimJam sugározta a 7. és a 8. évadot.

## Ismertető
A főszereplő, Barney, aki egy lila színű antropomorf T-Rex, nevelési üzeneteket ad dalokon és táncgyakorlatokon keresztül barátságos, optimista hozzáállással. Társai a sárga színű B.J. és a zöld színű Baby Bop. Hárman együtt sok embergyerek barátaikkal, sok érdekes és tanulságos dolgot mutatnak be a tévénézők számára, amelyek szórakoztatóak. A történet a kisgyerekeknek tanulását megkönnyítik. A részek izgalmasak és zenések. Barney nagyon szereti barátait és mindannyian szeretik egymást. Mindig összetartanak és segítenek egymáson.

## Szereplők

### Dinoszauruszok
| Szereplő | Eredeti hang                                                                              | Magyar hang      | Megjegyzés |
| -------- | ----------------------------------------------------------------------------------------- | ---------------- | --- |
| Barney   | David Joyner, Carey Stinson, Josh Martin, Bob West, Duncan Brannan, Tim Dever, Dean Wendt | Berzsenyi Zoltán | A lila színű, nagy méretű és tanult fiúdinoszaurusz, nagyon sok és fontos dolgot tanít a barátainak.                  |
| B.J.     | Jeff Brooks, Kyle Nelson, Patty Wirtz                                                     | Sági Tímea       | A sárga színű, vékony hangú és sportos fiúdinoszaurusz, egy piros sildes baseballsapkát és egy piros sportcipőt hord. |
| Baby Bop | Jenny Dempsey, Jeff Ayers, Lauren Mayeux, Julie Johnson                                   | Bodor Böbe       | A zöld színű, divatos és csinos lánydinoszaurusz, egy masnit hord a fején.                                            |
| Riff     | Adam Brown, Michaela Dietz                                                                | nincs            | Az idős és tapasztalt dinoszaurusz.                                                                                   |

### Emberek
| Szereplő | Színész          | Magyar hang   | Megjegyzés                                                                         |
| -------- | ---------------- | ------------- | ---------------------------------------------------------------------------------- |
| Aranyhaj |                  | Talmács Márta | Az egyik részben feltűnik Aranyfürt játékbabaként, ahol Barney elmeséli a meséjét. |
| Mario    | Zachary Soza     |               |                                                                                    |
| Whitney  | Kayla Levels     |               |                                                                                    |
| Beth     | Katherine Pully  |               |                                                                                    |
| Kami     | Makayla Crawford |               |                                                                                    |
| Scott    | Alex Wilson      |               |                                                                                    |
| Angela   | Demi Lovato      |               |                                                                                    |
| Gianna   | Selena Gomez     |               |                                                                                    |
| Sarah    | Hayden Tweedie   |               |                                                                                    |
| Tony     | Zachary Fountain |               |                                                                                    |
| Nick     | Grayson Vanover  |               |                                                                                    |
| Coll     | Claire Burdette  |               |                                                                                    |
| Jackson  | Daven Wilson     |               |                                                                                    |

## Epizódok

### 7. évad
| #    | #   | Eredeti cím                | Magyar cím                   | Eredeti premier | Magyar premier |
| ---- | --- | -------------------------- | ---------------------------- | --------------- | -------------- |
| 129. | 1.  | All Aboard!                | Beszállás                    |                 |                |
| 130. | 2.  | Up, Down and Around!       | Fel, le és körbe             |                 |                |
| 131. | 3.  | Tea-riffic Manners         | Jó társaságban, repül az idő |                 |                |
| 132. | 4.  | Puppy Love                 | Szeretjük a kiskutyákat      |                 |                |
| 133. | 5.  | Bunches of Boxes           | Sok, sok doboz               |                 |                |
| 134. | 6.  | Stop! Go!                  | Állj! Mehet!                 |                 |                |
| 135. | 7.  | Red, Yellow and Blue!      | Piros, sárga és kék!         |                 |                |
| 136. | 8.  | Play for Exercise!         | Egy kis testmozgás!          |                 |                |
| 137. | 9.  | Come Blow Your Horn!       | Rajta, fújd a kürtöt!        |                 |                |
| 138. | 10. | A New Friend               | Egy új barát                 |                 |                |
| 139. | 11. | Numbers! Numbers!          | Számok! Számok!              |                 |                |
| 140. | 12. | This Way In! This Way Out! | Bent és kint                 |                 |                |
| 141. | 13. | Spring Into Fun!           | Tavaszi vidámság             |                 |                |
| 142. | 14. | Play It Safe!              | Játssz figyelmesen!          |                 |                |
| 143. | 15. | Three Lines, Three Corners | Három oldal, három csúcs     |                 |                |
| 144. | 16. | A Parade of Bikes          | Bicikliparádé                |                 |                |
| 145. | 17. | It's a Happy Day!          | Egy boldog nap!              |                 |                |
| 146. | 18. | My Family and Me           | A családom és én             |                 |                |
| 147. | 19. | Splish! Splash!            | Lubickolás                   |                 |                |
| 148. | 20. | BJ's Really Cool House     | BJ szuper házikója           |                 |                |

### 8. évad
| #    | #   | Eredeti cím                 | Magyar cím                 | Eredeti premier | Magyar premier |
| ---- | --- | --------------------------- | -------------------------- | --------------- | -------------- |
| 149. | 1.  | A Fountain of Fun           | A vidámság szökőkútja      |                 |                |
| 150. | 2.  | On Again, Off Again         | Hol itt, hol ott           |                 |                |
| 151. | 3.  | Sharing Is Caring!          | Az önzetlenség             |                 |                |
| 152. | 4.  | Here Kitty, Kitty!          | Ide ide kiscicák           |                 |                |
| 153. | 5.  | Once Upon a Fairy Tale      | Egyszer volt, hol nem volt |                 |                |
| 154. | 6.  | It's Hot! It's Cold!        | Hideg és meleg             |                 |                |
| 155. | 7.  | A Perfectly Purple Day      | Egy lila nap               |                 |                |
| 156. | 8.  | Day and Night               | Nappal és éjszaka          |                 |                |
| 157. | 9.  | Play Piano with Me!         | Zenélj velem!              |                 |                |
| 158. | 10. | A Picture of Friendship     | Kép a barátságról          |                 |                |
| 159. | 11. | A-Counting We Will Go!      | Kiszámolós                 |                 |                |
| 160. | 12. | A Little Big Day            | Kicsi és nagy nap          |                 |                |
| 161. | 13. | A World of Friends          | A világ barátai            |                 |                |
| 162. | 14. | Who's Your Neighbor?        | Ki a szomszédod?           |                 |                |
| 163. | 15. | Squares, Squares Everywhere | Négyzetek mindenhol        |                 |                |
| 164. | 16. | Let's Go for a Ride!        | Vezessünk                  |                 |                |
| 165. | 17. | That Makes Me Mad!          | Mérgesek vagyunk           |                 |                |
| 166. | 18. | It's Your Birthday, Barney! | Barney szülinapja          |                 |                |
| 167. | 19. | It's Showtime!              | A nagy előadás             |                 |                |
| 168. | 20. | At Home in the Park         | Egy nap a parkban          |                 |                |